# New Augusta
La ville de New Augusta est le siège du comté de Perry, situé dans l'État du Mississippi, aux États-Unis. Lors du recensement de 2000, sa population s’élevait à 715 habitants.

## Source
- (en) Cet article est partiellement ou en totalité issu de l’article de Wikipédia en anglais intitulé « New Augusta, Mississippi » (voir la liste des auteurs).